# Una casa per Oliver
Una casa per Oliver (Hollow Reed) è un film del 1996 diretto da Angela Pope.
Film incentrato sul mondo della violenza familiare e della ghettizzazione dell'omosessualità.

## Trama
Il giovane Oliver vive una drammatica situazione familiare: il convivente della madre, Frank Donally lo picchia selvaggiamente. La madre, Hannah Wyatt, è separata dall'ex marito e padre di Oliver, Martyn, poiché quest'ultimo ha scoperto la sua omosessualità ed è andato a convivere con il suo nuovo compagno. 
Quando Martyn scopre che il figlio viene picchiato dal compagno dell'ex moglie cerca di ottenere legalmente l'affidamento di suo figlio, e si troverà così di fronte ad un muro di gomma burocratico e legislativo basato sui pregiudizi verso la sua omosessualità.